# Бутусов Юрій Євгенович
Ю́рій Євге́нович Буту́сов (нар. 17 червня 1976, Київ) — український журналіст. Головний редактор українського новинного суспільно-політичного інтернет-порталу Цензор.нет, оглядач газети «Дзеркало тижня». З грудня 2020 до травня 2021 року — позаштатний радник міністра оборони України Андрія Тарана.

## Життєпис
Народився 17 червня 1976 року в м. Києві.
Закінчив навчання в Інституті міжнародних відносин Київського національного університету імені Тараса Шевченка за спеціальністю «міжнародне право».
У 2000 році почав працювати в газеті «Київські відомості», а у 2003 році обійняв посаду оглядача газети «Дзеркало тижня».
У 2004 році заснував і став головним редактором українського новинного суспільно-політичного інтернет-порталу «Цензор.нет».
Також займався продюсерською діяльністю, у ході якої у 2005 році написав сценарій до фільму Помаранчеве небо, а у 2008 році продюсував фільм «Ілюзія страху» за повістю Олександра Турчинова.
У 2007 році очолив інформаційний холдинг Соціалістичної партії України, куди входила газета «Товариш».
У травні 2025 року був призваний за мобілізацією до складу 13 бригади оперативного призначення «Хартія» НГУ МВС України.

### Громадська діяльність
З 2014 по 2015 рік був членом конкурсної комісії, до повноважень якої входили висунення кандидатур на посаду директора Національного антикорупційного бюро України. Був призначений за квотою Кабінету міністрів України.
У 2016 році був членом конкурсної комісії з обрання директора новоствореного Національного агентства з питань виявлення, розшуку та управління активами, одержаними від корупційних злочинів (за квотою НАБУ).
У грудні 2020 року, після конфліктів із Міністерством оборони України та звинуваченні в маніпуляціях з обох сторін, за результатами співбесіди, Юрій Бутусов прийняв пропозицію міністра Андрія Тарана стати його позаштатним радником на два місяці.
17 травня 2021 року Юрій Бутусов склав повноваження позаштатного радника міністра оборони Андрія Тарана, про що повідомив особисто.
З 2022 по 2023 рік був членом конкурсної комісії з обрання голови Національного агентства з питань виявлення, розшуку та управління активами, одержаними від корупційних злочинів.

### Мобілізація до ЗСУ
22 травня 2025 року Юрій Бутусов оголосив про свою мобілізацію до 13 БрОП НГУ "Хартія", на посаду стрільця.

## Журналістська діяльність
Юрій Бутусов пише про внутрішньополітичну обстановку в Україні: найгучніші скандали, корупційні оборудки в «Укроборонпромі», підкуп виборців, проблеми передвиборчого процесу і програми, плюси й мінуси кандидатів на різні державні посади, а також про війну на Донбасі.
Автор серії нарисів про події Революції гідності. Ретроспектива Юрія Бутусова нагадувала про факти, які давно забуті як учасниками Революції, так і її свідками, а також розкривала інформацію, яка досі залишалася таємницею для широкого загалу.
Справу НАБУ проти заступника керівника Офісу Президента Олега Татарова.
Публікував провал операції Вагнергейт. За його словами через керівництво офісу Президента України.

## Нагороди та відзнаки
- Загальнонаціональна премія «Людина року-2014» у номінації «Інтернет-медіа року»[16][17].
- Премія імені Джеймса Мейса (2019).

### Інтерв'ю
- Валентина Балабанова «Відвойоване зброєю повернемо тільки зброєю» [Архівовано 23 червня 2019 у Wayback Machine.] // Школа журналістики УКУ, 11.10.2015;
- Любов Базів Точку неповернення ми пройшли ще в 2014 році — відкату назад не буде [Архівовано 23 червня 2019 у Wayback Machine.] // Укрінформ, 19.06.2019.